# Zomergem
Zomergem este o comună neerlandofonă situată în provincia Flandra de Est, regiunea Flandra din Belgia. La 1 ianuarie 2008 avea o populație totală de 8.033 locuitori. 

## Geografie
Comuna actuală Zomergem a fost formată în urma unei reorganizări teritoriale în anul 1977, prin înglobarea într-o singură entitate a 3 comune învecinate. Suprafața totală a comunei este de 38,78 km². Comuna este subdivizată în secțiuni, ce corespund aproximativ cu fostele comune de dinainte de 1977. Acestea sunt:
| - I. Zomergem - II. Oostwinkel - III. Ronsele |

Localitățile limitrofe sunt:
- a. Waarschoot
- b. Lovendegem
- c. Merendree (Nevele)
- d. Hansbeke (Nevele)
- e. Bellem (Aalter)
- f. Ursel (Knesselare)
- g. Adegem (Maldegem)
- h. Eeklo